# Fabián - Homolka
Fabián - Homolka este o arie protejată (arie specială de conservare — SAC, sit de importanță comunitară — SCI) din Republica Cehă întinsă pe o suprafață de 265,64 ha, integral pe uscat.

## Localizare
Centrul sitului Fabián - Homolka este situat la coordonatele 49°01′53″N 14°59′21″E / 49.031389°N 14.989167°E.

## Înființare
Situl Fabián - Homolka a fost declarat sit de importanță comunitară în aprilie 2005 pentru a proteja un număr necunoscut de specii din flora spontană și fauna sălbatică aflate în arealul zonei. Situl a fost protejat și ca arie specială de conservare în iulie 2012.

## Biodiversitate
Situată în ecoregiunea continentală, aria protejată conține 2 habitate naturale: Păduri de fag Asperulo-Fagetum, Păduri de fag Luzulo-Fagetum.
La baza desemnării sitului se află un număr nedeclarat de specii protejate.